# 青山一也
青山 一也（あおやま かずや、1951年11月28日 - ）は、日本の実業家、元俳優・歌手。本名、武田 基嗣（たけだ もとつぐ）。実業家としては本名で活動している。
東京都大田区出身。東京都立芝商業高等学校卒業。

## 人物
海苔の問屋業を営む両親の長男として生まれる。加山雄三に憧れ、高校3年生の時に渡辺プロの新人募集に参加し、レッスン生の一人として採用される。
やがて渡辺プロを離れ別の事務所に移籍し、1970年にグリーン・グラスのメンバーとして、シングル「一人でいるよりあなたがいれば」をリリース。また、この時期には『天皇の世紀』（朝日放送）で俳優デビューを果たしている。その後、東京ミュージックカンパニーへ移籍することとなり、それを機に「青山 一也」に改名。翌1971年にはビクター音楽産業の専属となり「夜明けの恋人」でソロ歌手としてデビューを果たす。同年、ソロ2曲目の「幸福ですか」が新宿音楽祭銀賞を受賞し、イタリアのサンレモ音楽祭に招かれた。
数枚のシングルをリリースした後、1973年に東宝制作の特撮テレビドラマ『流星人間ゾーン』（日本テレビ）の主演に抜擢される。俳優としての経験が浅いため不安だった一方で、ゴジラと共演できることが嬉しかったという。挿入歌「ゾーン・ファイト・マーチ」も歌っており、主題歌を歌う子門真人を意識して明るく元気に歌うことを心掛けたとのこと。翌年には東宝映画『ゴジラ対メカゴジラ』に出演した。
特技は作曲。学生時代から会社の倉庫に籠って弾き語りの練習をしていたという。また、俳優業の一方で弾き語りも続けていた。
1976年に芸能界を引退し、家業の海苔専門店「株式会社 川森屋」に入社。1989年3月に創業者である父の後を継ぎ代表取締役社長に就任。

## 出演

### テレビドラマ
- 天皇の世紀（1971年、ABC） - 島津茂久
- 流星人間ゾーン（1973年、NTV） - 防人光 / ゾーンファイター[2]
- TOKYO DETECTIVE 二人の事件簿 第13話「愛が滅びるとき」（1975年、ABC）

### 映画
- ゴジラ対メカゴジラ（1974年、東宝） - 清水正彦[8][2]
- 東京湾炎上（1975年、東宝） - 草下通信士[8]

### その他のテレビ番組
- ダッシュ!ダッシュ!若さで行こう!（1971年 - 1972年、NTV）

## 音楽

### シングル
- 夜明けの恋人 / 涙をおふきよ（1971年、ビクター）
- 幸福ですか / 朝な夕なに（1972年、ビクター）
- 恋のブレイク・ハート / 遠い空の星の下で （1972年、ビクター）
- 真夏は燃えている / 明日のないカレンダー（ビクター）
- ゾーン・ファイト・マーチ（1973年、東芝） 『流星人間ゾーン』挿入歌

### その他
- 夢をあげよう（1973年、関西放送制作・RCCラジオ福山放送局『麻生ダイヤモンドデート』テーマ曲・麻生時計店CMソング。ニットー エイブイ スタジオ[注釈 1] 制作、非売品）
  - 作詞・作曲も青山が自ら手掛けた。
  - 『麻生ダイヤモンドデート』は、株式会社 麻生時計店(その後、株式会社麻生に社名変更)(2019年2月に菅田株式会社に統合。「菅田株式会社麻生事業部」へ広島県福山市）の一社提供番組。当初は青山自身がパーソナリティを務め、引退後は関西放送制作の団あしのが引き継いだ。
  - 麻生時計店元町店開店1周年を記念して、1973年1月15日に福山市民会館（現存せず）で開催された「麻生ダイヤモンドフェスティバル」で披露され、後日この曲とフェスティバルの模様のダイジェスト音源とを収録したレコードが関係者に配布された。
  - その後、歌詞の企業名の部分を改めたバージョンが『いちや歌謡プレゼント』（山口放送ラジオ、いちや家具店の一社提供）でも使われた（歌：平浩二）。